# فريديريك لوبيز
فريديريك لوبيز (بالفرنسية: Frédéric Lopez)‏ هو مقدم برامج إذاعية فرنسي، ولد في 4 أبريل 1967 في بو في فرنسا.